# Petar Novaković
Petar Novaković (serbisch-kyrillisch Петар Новаковић; * 23. August 1996) ist ein serbischer Eishockeyspieler, der seit 2015 beim KHK Roter Stern Belgrad unter Vertrag steht und mit dem Klub seit 2017 in der International Hockey League und der serbischen Eishockeyliga spielt.

## Karriere
Petar Novaković begann seine Karriere als Eishockeyspieler in der Nachwuchsabteilung des HK Beostar, für den er in der slowenischen U20-Liga spielte. Nach einem Jahr bei den Lower Austria Stars, für die er in der Erste Bank Young Stars League spielte, kehrte er 2013 zum HK Beostra zurück und spielte für den Hauptstadtklub nun in der serbischen Eishockeyliga. In der Spielzeit 2013/14 stand er zudem auch für die serbische U20-Nationalmannschaft, die unter der Bezeichnung „Team Belgrad“ an der Liga teilnahm, auf dem Eis. 2015 wechselte er zum KHK Roter Stern Belgrad, mit dem er zunächst sowohl in der serbischen, als auch in der slowenischen Liga sowie seit 2017 auch in der International Hockey League spielte. 2018 und 2023 wurde er mit dem Roten Stern serbischer Meister. Daneben spielte er 2016/17 auch für den HK Belgrad in der MOL Liga.

### International
Für Serbien nahm Novaković im Juniorenbereich an den Division-II-Wettkämpfen der U18-Weltmeisterschaften 2013 und 2014 sowie den U20-Weltmeisterschaften 2013, 2014, 2015 und 2016 teil.
Im Herrenbereich spielte Novaković für die serbische Nationalmannschaft bei den Weltmeisterschaften 2015, 2016, 2017 und 2018 in der Division II. Zudem nahm er für Serbien an der Qualifikation für die Olympischen Winterspiele in Pyeongchang 2018 teil.

## Erfolge und Auszeichnungen
- 2018 Serbischer Meister mit dem KHK Roter Stern Belgrad
- 2023 Serbischer Meister mit dem KHK Roter Stern Belgrad

## Statistik
(Stand: Ende der Saison 2022/23)